# Niphona variegata
Niphona variegata är en skalbaggsart som beskrevs av Stefan von Breuning 1938. Niphona variegata ingår i släktet Niphona och familjen långhorningar. Inga underarter finns listade i Catalogue of Life.